# Coral Harbour
Coral Harbour, en anglès, o Salliq (ᓴᓪᓕᖅ), en inuktitut, és l'única població de l'illa Southampton a Nunavut, al Canadà.

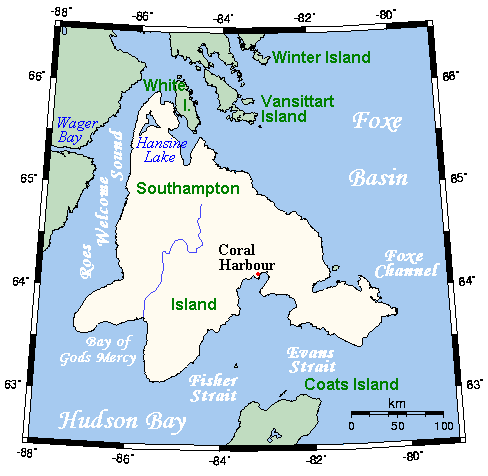
Localització de Coral Harbour a l'illa Southampton.

## Dades
L'illa Southampton pertany a la regió de Kivalliq. Coral Harbour està situat a la costa sud de l'illa, al nord de la Badia de Hudson. El seu nom en anglès significa Port de Corall i li prové del corall fossilitzat que es troba a les seves aigües. El nom natiu Salliq fa referència a tota l'illa.
La vila té 849 habitants, el 93% dels quals són inuits. Les activitats principals són la caça i la pesca. Entre el serveis compta amb tres esglésies: una evangelista, una catòlica i una anglicana, un centre de salut, una escola i dos centres comercials.
El terme municipal té una superfície de 138 km2, encara que la resta de l'illa, en total 41.214 km2, està totalment deshabitada.

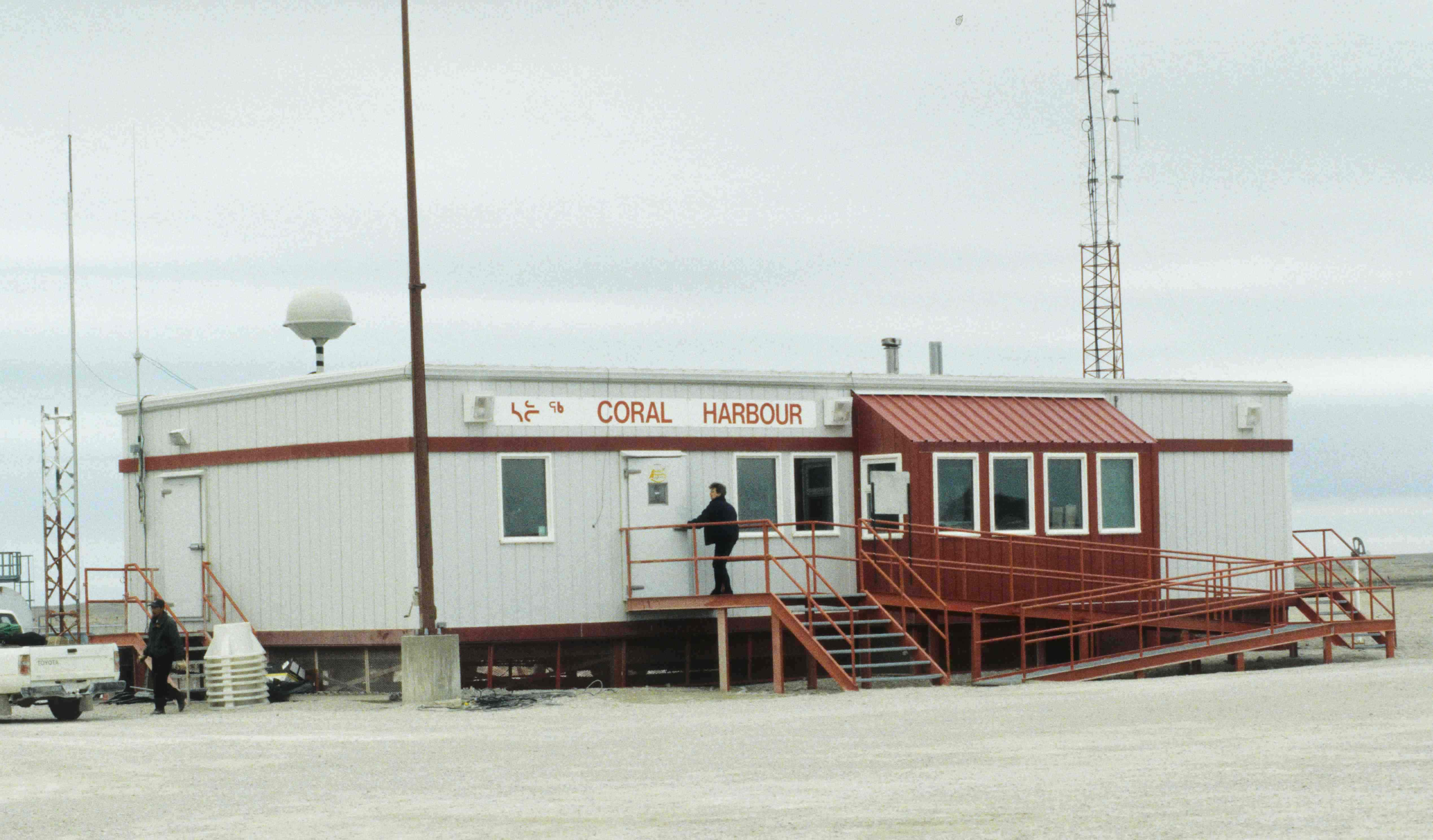
Terminal de l'aeroport.

## Comunicacions
Les comunicacions amb l'exterior es limiten als avions de les dues companyies que fan ús de l'aeroport local. Cap a l'interior de l'illa s'ha d'anar amb moto de neu o amb trineu. A l'estiu es poden usar vehicles tot terreny.